# Renan Lodi
Renan Augusto Lodi dos Santos (Serrana, 8 april 1998) – alias Renan Lodi – is een Braziliaanse voetballer die doorgaans als linkervleugelverdediger speelt. Hij tekende in januari 2024 een contract tot eind 2027 bij Al-Hilal, dat €23.000.000,- voor hem betaalde aan Olympique Marseille. Lodi debuteerde in 2019 in het Braziliaans voetbalelftal, waarmee hij deelnam aan de Copa América 2021.

## Clubcarrière

### Athlético Paranaense
Lodi zat sinds 2012 in de jeugdopleiding van Athlético Paranaense. Hiervoor debuteerde hij op 14 oktober 2016 in het eerste elftal. Hij begon toen in de basis in een met 1–0 verloren wedstrijd in de Série A uit bij Grêmio. Na nog twee wedstrijden in de hoofdmacht, bracht hij het seizoen 2017 volledig door als jeugdspeler. Zijn eerste doelpunt in het profvoetbal maakte hij op 25 maart 2018 bij een 5–0 zege op Maringá FC. Drie dagen later verlengde hij zijn contract bij Athlético Paranaense met een jaar, tot maart 2021. Lodi groeide in 2018 uit tot basisspeler in het eerste elftal na het vertrek van Thiago Carleto. Hij behoorde tot de basiself in onder meer alle twaalf de wedstrijden die Paranaense speelde in het toernooi om de dat jaar gewonnen Copa Sudamericana. In dat toernooi scoorde hij in de achtste finale tegen Caracas FC en in de halve finale tegen Fluminense FC. In de finale tegen Atlético Junior miste Lodi zijn poging in de penaltyserie. Het contract van Lodi werd in oktober 2018 wederom met een jaar verlengd, tot maart 2022. In mei 2019 verloor Lodi met Paranaense de strijd om de Recopa Sudamericana van River Plate.

### Atlético Madrid
Na een kleine vier jaar in het eerste elftal van Athlético Paranaense, tekende Lodi in juli 2019 een contract tot medio 2025 bij Atlético Madrid. Dat betaalde €20.000.000,- voor hem aan de Braziliaanse club. Hij werd hier direct eerste keus op de linksbackpositie. Zo startte hij in de basiself in de eerste competitiewedstrijd van het seizoen 2019/20, thuis tegen Getafe CF op 18 augustus 2019 (1–0). Bij dit debuut werd hij nog voor de rust van het veld gestuurd met twee gele kaarten. Zijn UEFA Champions League-debuut maakte Lodi op 18 september 2019 tegen Juventus FC (2–2). Hij maakte op 23 november 2019 zijn eerste doelpunt voor Atlético Madrid, bij een 1–1 gelijkspel op bezoek bij Granada CF in de Primera División. Aan het eind van 2019 werd hij door de UEFA opgenomen in een elftal van spelers onder de 24 jaar die waren doorgebroken in de UEFA Champions League. Atlético Madrid eindigde het seizoen 2019/20 met een derde plaats in de competitie en werd in de UEFA Champions League in de kwartfinales uitgeschakeld door RB Leipzig.
In het seizoen 2020/21 kreeg Lodi minder speeltijd. Als invaller scoorde hij op 16 mei 2021 de gelijkmaker in de op een na laatste competitiewedstrijd tegen CA Osasuna. Doordat Atlético Madrid deze wedstrijd uiteindelijk won, bleef de club boven stadsgenoot Real Madrid aan de top van de competitieranglijst. Zes dagen later won Lodi met Atlético Madrid de elfde landstitel uit de clubgeschiedenis. In de UEFA Champions League was de club in de achtste finales uitgeschakeld door de uiteindelijke winnaar Chelsea FC. Op 26 februari 2022 maakte Lodi beide doelpunten in een 2–0 competitiezege op Celta de Vigo. Daarmee werd hij de eerste verdediger met twee doelpunten in één wedstrijd in de Primera División-wedstrijd sinds Sergio Ramos in januari 2017. Hij maakte op 15 maart 2022 het enige doelpunt van de terugwedstrijd in de achtste finales van de UEFA Champions League op Old Trafford tegen Manchester United, waarmee hij Atlético Madrid een kwartfinaleplaats bezorgde. In de kwartfinales werd Atlético Madrid uitgeschakeld door Manchester City. In de competitie eindigde Atlético Madrid als derde. In de eerste drie competitiewedstrijden van het seizoen 2022/23 kwam Lodi niet in actie voor Atlético Madrid.

#### Verhuur aan Nottingham Forest
Op 29 augustus 2022 werd bekend dat Lodi voor één seizoen door Atlético Madrid werd verhuurd aan Nottingham Forest, dat het seizoen daarvoor was gepromoveerd naar de Premier League en een optie tot koop bedong. Lodi debuteerde voor Nottingham Forest op 31 augustus 2022, als basisspeler bij een 6–0 nederlaag tegen regerend en uiteindelijk landskampioen Manchester City. Hij maakte op 9 november 2022 zijn enige doelpunt voor Nottingham Forest, in het met 2–0 gewonnen duel tegen Tottenham Hotspur in de League Cup. De optie tot koop werd door Nottingham Forest niet gelicht, waardoor Lodi voor het seizoen 2023/24 terug zou keren bij Atlético Madrid.

### Olympique Marseille
Op 14 juli 2023 werd bekend dat Lodi voor een bedrag van € 13 miljoen een overstap maakte van Atlético Madrid naar Olympique Marseille, dat het voorgaande seizoen als derde was geëindigd in de Ligue 1. Hij debuteerde op 9 augustus 2023 voor Olympique Marseille, dat die dag met 1–0 verloor van Panathinaikos FC in de derde kwalificatieronde van de UEFA Champions League. Drie dagen later maakte hij zijn competitiedebuut voor de club bij een 2–1 overwinning tegen Stade de Reims.

### Al-Hilal
Lodi maakte op 17 januari 2024 de overstap naar Al-Hilal, waar hij een vierjarig contract ondertekende. Met de deal was naar zo'n verluidt € 23 miljoen gemoeid. Lodi debuteerde voor Al-Hilal op 18 februari 2024, tegen Al-Raed in de Saudi Pro League. Al-Hilal werd dat seizoen uiteindelijk landskampioen en won de King's Cup en de Saudi Super Cup. Op 17 augustus 2024 werd tegen Al-Nassr wederom de Saudi Super Cup gewonnen.

## Clubstatistieken
| Seizoen         | Club                 | Competitie       | Competitie | Competitie | Beker | Beker | Continentaal | Continentaal | Overig | Overig | Totaal | Totaal |
| Seizoen         | Club                 | Competitie       | Wed.       | Dlp.       | Wed.  | Dlp.  | Wed.         | Dlp.         | Wed.   | Dlp.   | Wed.   | Dlp.   |
| --------------- | -------------------- | ---------------- | ---------- | ---------- | ----- | ----- | ------------ | ------------ | ------ | ------ | ------ | ------ |
| 2016            | Athlético Paranaense | Série A          | 3          | 0          | 0     | 0     | —            | —            | —      | —      | 3      | 0      |
| 2017            | Athlético Paranaense | Série A          | 0          | 0          | 0     | 0     | —            | —            | —      | —      | 0      | 0      |
| 2018            | Athlético Paranaense | Série A          | 24         | 0          | 1     | 0     | 12           | 2            | —      | —      | 37     | 2      |
| 2019            | Athlético Paranaense | Série A          | 3          | 0          | 1     | 0     | 6            | 2            | 2      | 0      | 12     | 2      |
| Club totaal     | Club totaal          | Club totaal      | 30         | 0          | 2     | 0     | 18           | 4            | 2      | 0      | 52     | 4      |
| 2019/20         | Atlético Madrid      | Primera División | 32         | 1          | 0     | 0     | 9            | 0            | 2      | 0      | 43     | 1      |
| 2020/21         | Atlético Madrid      | Primera División | 23         | 1          | 2     | 0     | 8            | 0            | —      | —      | 33     | 1      |
| 2021/22         | Atlético Madrid      | Primera División | 29         | 2          | 2     | 1     | 10           | 1            | 1      | 0      | 42     | 4      |
| 2022/23         | Atlético Madrid      | Primera División | 0          | 0          | 0     | 0     | 0            | 0            | —      | —      | 0      | 0      |
| Club totaal     | Club totaal          | Club totaal      | 84         | 4          | 4     | 1     | 27           | 1            | 3      | 0      | 118    | 6      |
| 2022/23         | → Nottingham Forest  | Premier League   | 28         | 0          | 4     | 1     | —            | —            | —      | —      | 32     | 1      |
| Club totaal     | 28                   | 0                | 4          | 1          | 0     | 0     | 0            | 0            | 32     | 1      |        |        |
| 2023/24         | Olympique Marseille  | Ligue 1          | 14         | 0          | 1     | 0     | 8            | 0            | —      | —      | 23     | 0      |
| Club totaal     | Club totaal          | Club totaal      | 14         | 0          | 1     | 0     | 8            | 0            | 0      | 0      | 23     | 0      |
| 2023/24         | Al-Hilal             | Saudi Pro League | 11         | 0          | 1     | 0     | 0            | 0            | 2      | 0      | 14     | 0      |
| 2024/25         | Al-Hilal             | Saudi Pro League | 0          | 0          | 0     | 0     | 0            | 0            | 2      | 0      | 2      | 0      |
| Club totaal     | Club totaal          | Club totaal      | 11         | 0          | 1     | 0     | 0            | 0            | 4      | 0      | 16     | 0      |
| Carrière totaal | Carrière totaal      | Carrière totaal  | 167        | 4          | 12    | 2     | 53           | 5            | 9      | 0      | 251    | 11     |

Bijgewerkt t/m 23 augustus 2024.

## Interlandcarrière
Lodi debuteerde onder leiding van Tite op 10 oktober 2019 in het Braziliaans voetbalelftal, in een oefeninterland tegen Senegal (1–1). Hij viel die dag in de 79ste minuut in voor Alex Sandro. Drie dagen daarna mocht hij voor het eerst in de basis beginnen, in een oefeninterland tegen Nigeria (1–1). Lodi werd in juni 2021 opgenomen in de Braziliaanse selectie voor de Copa América 2021 in eigen land. Hij kwam in iedere wedstrijd op het toernooi in actie, waaronder in de met 1–0 verloren finale tegen Argentinië. Na de Copa América speelde hij een jaar lang geen interland totdat hij op 27 september 2022 mocht invallen in de oefeninterland tegen Tunesië (5–1 winst), maar hij werd niet geselecteerd voor het WK 2022.
| Interlands van Renan Lodi voor Brazilië | Interlands van Renan Lodi voor Brazilië | Interlands van Renan Lodi voor Brazilië | Interlands van Renan Lodi voor Brazilië | Interlands van Renan Lodi voor Brazilië | Interlands van Renan Lodi voor Brazilië |
| №                                       | Datum                                   | Wedstrijd                               | Uitslag                                 | Competitie                              | Goals                                   |
| 15                                      | Als speler bij Atlético Madrid          | Als speler bij Atlético Madrid          | Als speler bij Atlético Madrid          | Als speler bij Atlético Madrid          | 0                                       |
| --------------------------------------- | --------------------------------------- | --------------------------------------- | --------------------------------------- | --------------------------------------- | --------------------------------------- |
| 1.                                      | 10 oktober 2019                         | Brazilië – Senegal                      | 1 – 1                                   | Vriendschappelijk                       |                                         |
| 2.                                      | 13 oktober 2019                         | Brazilië – Nigeria                      | 1 – 1                                   | Vriendschappelijk                       |                                         |
| 3.                                      | 15 november 2019                        | Brazilië – Argentinië                   | 0 – 1                                   | Vriendschappelijk                       |                                         |
| 4.                                      | 19 november 2019                        | Brazilië – Zuid-Korea                   | 3 – 0                                   | Vriendschappelijk                       |                                         |
| 5.                                      | 10 oktober 2020                         | Brazilië – Bolivia                      | 5 – 0                                   | Kwalificatie WK 2022                    |                                         |
| 6.                                      | 14 oktober 2020                         | Peru – Brazilië                         | 2 – 4                                   | Kwalificatie WK 2022                    |                                         |
| 7.                                      | 14 november 2020                        | Brazilië – Venezuela                    | 1 – 0                                   | Kwalificatie WK 2022                    |                                         |
| 8.                                      | 18 november 2020                        | Uruguay – Brazilië                      | 0 – 2                                   | Kwalificatie WK 2022                    |                                         |
| 9.                                      | 13 juni 2021                            | Brazilië – Venezuela                    | 3 – 0                                   | Copa América 2021                       |                                         |
| 10.                                     | 18 juni 2021                            | Peru – Brazilië                         | 0 – 4                                   | Copa América 2021                       |                                         |
| 11.                                     | 24 juni 2021                            | Colombia – Brazilië                     | 1 – 2                                   | Copa América 2021                       |                                         |
| 12.                                     | 27 juni 2021                            | Ecuador – Brazilië                      | 1 – 1                                   | Copa América 2021                       |                                         |
| 13.                                     | 3 juli 2021                             | Brazilië – Chili                        | 1 – 0                                   | Copa América 2021                       |                                         |
| 14.                                     | 6 juli 2021                             | Brazilië – Peru                         | 1 – 0                                   | Copa América 2021                       |                                         |
| 15.                                     | 11 juli 2021                            | Argentinië – Brazilië                   | 1 – 0                                   | Copa América 2021                       |                                         |
| 1                                       | Als speler bij Nottingham Forest        | Als speler bij Nottingham Forest        | Als speler bij Nottingham Forest        | Als speler bij Nottingham Forest        | 0                                       |
| 16.                                     | 27 september 2022                       | Brazilië – Tunesië                      | 5 – 1                                   | Vriendschappelijk                       |                                         |
| 3                                       | Als speler bij Olympique Marseille      | Als speler bij Olympique Marseille      | Als speler bij Olympique Marseille      | Als speler bij Olympique Marseille      | 0                                       |
| 17.                                     | 9 september 2023                        | Brazilië – Bolivia                      | 5 – 1                                   | Kwalificatie WK 2026                    |                                         |
| 18.                                     | 13 september 2023                       | Peru – Brazilië                         | 0 – 1                                   | Kwalificatie WK 2026                    |                                         |
| 19.                                     | 17 november 2023                        | Colombia – Brazilië                     | 2 – 1                                   | Kwalificatie WK 2026                    |                                         |

Bijgewerkt t/m 23 augustus 2024.

## Erelijst
| Competitie                | Aantal               | Jaren                |
| Athlético Paranaense      | Athlético Paranaense | Athlético Paranaense |
| ------------------------- | -------------------- | -------------------- |
| Copa Sudamericana         | 1×                   | 2018                 |
| Atlético Madrid           |                      |                      |
| Kampioen Primera División | 1×                   | 2020/21              |
| Al-Hilal                  |                      |                      |
| Kampioen Saudi Pro League | 1×                   | 2023/24              |
| King's Cup                | 1×                   | 2023/24              |
| Saudi Super Cup           | 2×                   | 2023, 2024           |